# 大分県道541号四浦港津井浦線
大分県道541号四浦港津井浦線（おおいたけんどう541ごう ようらこうついうらせん）は、大分県津久見市から佐伯市に至る一般県道である。

## 概要
四浦半島の南側である旧南海部郡上浦町域を縦断する道路である。

### 路線データ
- 起点：大分県津久見市落ノ浦（大分県道611号四浦日代線交点）
- 終点：大分県佐伯市上浦大字津井浦（国道217号交点）

## 路線状況

### 道路施設

#### トンネル
- 瀬会トンネル：延長155 m、1994年（平成6年）竣工、佐伯市

## 地理

### 通過する自治体
- 津久見市
- 佐伯市

### 交差する道路
| 交差する道路            | 市町村名 | 交差する場所   | 交差する場所 |
| ----------------------- | -------- | -------------- | ------------ |
| 大分県道611号四浦日代線 | 津久見市 | 落ノ浦         | 起点         |
| 国道217号               | 佐伯市   | 上浦大字津井浦 | 終点         |

### 沿線
- 大浜海水浴場
- 蒲戸崎展望台
- 福泊海水浴場